# Mademoiselle Fifi
Mademoiselle Fifi é um filme estado-unidense do género drama, realizado por Robert Wise, com base no conto epónimo de Guy de Maupassant. Foi protagonizado por Simone Simon, John Emery e Kurt Kreuger, e estreou-se nos Estados Unidos a 28 de julho de 1944.

## Elenco
- Simone Simon como Elizabeth Rousset
- John Emery como Jean Cornudet
- Kurt Kreuger como Tenente von Eyrick - pseudónimo "Mademoiselle Fifi"
- Alan Napier como Conde de Breville
- Helen Freeman como Condessa de Breville
- Jason Robards Sr. como Grossista de vinhos
- Norma Varden como Esposa do grossista
- Romaine Callender como Fabricante
- Fay Helm como Esposa do fabricante
- Edmund Glover como Jovem padre
- Charles Waldron como Sacerdote de Cleresville